# 卡蒂婭·貝拉芭絲
卡蒂婭·貝拉芭絲（Katia Belabas，1996年2月1日—）是一名阿爾及利亞帆船運動員，主攻風浪板項目。她曾獲得非洲錦標賽女子風浪板冠軍。

## 外部連結
- ISAF （页面存档备份，存于）